# Carlux
Carlux (okcitansko Carluç) je naselje in občina v francoskem departmaju Dordogne regije Akvitanije. Leta 2008 je naselje imelo 644 prebivalcev.

## Geografija
Kraj leži v pokrajini Périgord Noir 78 km jugovzhodno od Périgueuxa.

## Uprava
Carlux je sedež istoimenskega kantona, v katerega so poleg njegove, vključene še občine Calviac-en-Périgord, Carsac-Aillac, Cazoulès, Orliaguet, Peyrillac-et-Millac, Prats-de-Carlux, Saint-Julien-de-Lampon, Sainte-Mondane, Simeyrols in Veyrignac s 5.256 prebivalci.
Kanton Carlux je sestavni del okrožja Sarlat-la-Canéda.

## Zanimivosti
- ruševine gradu Château de Carlux, francoski zgodovinski spomenik,
- Château de Rouffillac,
- romansko gotska cerkev sv. Katarine,
- luč mrtvih (lanterne des morts).